# Estación Seguí
Seguí es una estación de ferrocarril del Departamento Paraná en la Provincia de Entre Ríos, Argentina. 

## Servicios
Se encuentra entre las estaciones de Crespo y Viale.